# Прииртышье (село)
Приирты́шье — село в Таврическом районе Омской области России. Административный центр Прииртышского сельского поселения.
Основано в 1905 году.
Население — 1412 чел. (2010).

## Физико-географическая характеристика
Прииртышье находится в пределах лесостепной зоны Ишимской равнины, являющейся частью Западно-Сибирской равнины, на правой береговой террасе реки Иртыш. Высота центра — 72 метров над уровнем моря. В окрестностях села распространены чернозёмы обыкновенные.
По автомобильным дорогам село расположено в 93 км от областного центра города Омск и 36 км от районного центра посёлка Таврическое.
Климат
Климат резко континентальный, со значительными перепадами температур в течение года (согласно классификации климатов Кёппена — влажный континентальный климат (Dfb) с тёплым летом и холодной и продолжительной зимой). Многолетняя норма осадков — 367 мм. Наибольшее количество осадков выпадает в июле — 60 мм, наименьшее в марте — 13 мм. Среднегодовая температура положительная и составляет +1,4 С, средняя температура января −17.7 С, июля +19.9 С.
Часовой пояс
Село Прииртышье, как и вся Омская область, находится в часовой зоне МСК+3. Смещение применяемого времени относительно UTC составляет +6:00.

## История
Основано в 1905 году как поместье Красикова, арендовавшего земли у Сибирского казачьего войска и выращивавшего травы. Первоначально называлось Травополье. Арендатор имел много скота, большой сад, держал конюшни и склады.
В 1922 году на базе поместья образован семеноводческий совхоз № 27, в 1926 году получивший название «Травополье». С 1930 года совхоз занимался выращиванием свиней мясной породы. В 1970-е годы образован совхоз «Прииртышский». В 1990-е реорганизован в ООО Агрофирма «Прииртышская»

## Население
| 1926 | 2008  | 2010  |
| ---- | ----- | ----- |
| 123  | ↗1335 | ↗1412 |